# Animals (film, 1998)
Pour les articles homonymes, voir Animals.
Pour plus de détails, voir Fiche technique et Distribution.
Animals (Animals with the Tollkeeper) est un film américain réalisé par Michael Di Jiacomo, sorti au cinéma le 30 décembre 1998.

## Synopsis
Dans le désert de l’Utah, en 1933, trois jeunes cinéastes français réalisent un film sur un vieil homme qui depuis cinquante ans rêve de faire fortune avec un péage automobile. Soixante ans après on retrouve, à New York, la même équipe de cinéastes qui croise Henry Berst, un chauffeur de taxi qui après avoir été agressé et presque tué par un malfrat, sombre dans une terrible dépression et aperçoit dans ses hallucinations un angelot nu.
Les trois étranges Français l'entraînent dans une odyssée, pour retrouver sa femme …

## Fiche technique
- Titre original : Animals with the Toolkeeper
- Titre français : Animals
- Réalisation : Michael Di Jiacomo
- Scénario : Michael Di Jiacomo
- Décors : Kalina Ivanov
- Costumes : Pamela Smith
- Photographie : Alik Sakharov
- Musique originale : Stuart Levy
- Montage : David Leonard
- Production : Richard Dooley, Rainer Mockert, Gabrielle Tana et Sean McKee
  - Production exécutive : Dean Hamilton et Eric Parkinson
- Casting : Lisa Mae Fincannon, Susan Landau Finch, Juliette Ménager et Lina Todd
- Pays de production :  États-Unis
- Langue originale : anglais
- Format : couleur - 1,85 : 1
- Durée : 103 minutes
- Date de sortie[1] : 
  - États-Unis : 22 janvier 1998 (première au Festival du film de Sundance)
  - France : 30 décembre 1998
  - Belgique : 23 mars 1999 (Festival international du film fantastique de Bruxelles)

## Distribution
- Tim Roth : Henry
- Mili Avital : Fatima
- Rod Steiger : Fontina
- Mickey Rooney : Tollkeeper
- John Turturro : Tuxedo
- Lothaire Bluteau : Laurent (jeune)
- Mike Starr : Felipe (jeune)
- Gianin Loffler : Henri  (jeune)
- Jacques Herlin : Laurent (âgé)
- Raoul Delfosse : Felipe (âgé)
- Barbara Bain : la mère